# Ралі Дакар

Країни, територією яких проходили маршрути гонок

Ралі Дакар (раніше було відомо як Ралі «Париж — Дакар») — щорічний марафонський трансконтинентальний ралі-рейд. Проводиться з 1978 року. Як правило, фінішує в столиці Сенегалу — місті Дакар.
Після скандалу зі скасуванням «Дакару 2008» рішенням фірми-організатора ралі «ASO» змагання, починаючи з «Дакару 2009», на невизначений час перенесено на терени країн Південної Америки.
У перегонах беруть участь як професійні гонщики (заводські команди), так і аматори (інколи їх частка сягає 80 %).

## Історія

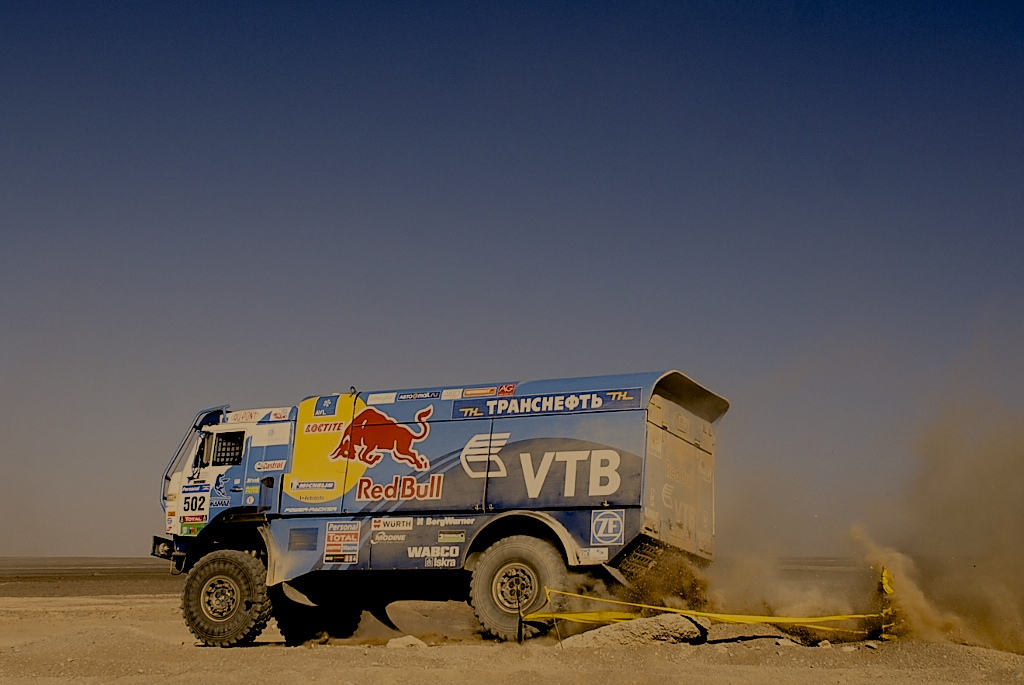
КамАЗ 10-кратний переможець Дакару

Ідея проведення ралі «Париж — Дакар» належить французькому гонщику та шукачу пригод Т'єрі Сабіну (фр. Thierry Sabine). У 1977 році він заблукав у Лівійській пустелі під час ралі «Абіджан — Ніцца» і тільки чудом лишився живим, бо його вчасно знайшли туареги. Небезпечна пригода надихнула Т'єрі на організацію у 1978 році першого ралі-марафону «Париж — Дакар». Відтоді ралі відбувається щорічно в січні. Сабін як засновник і фундатор ралі Дакар мав виключне право на проведення цього ралі, це право перейшло до його батька Ж. Сабіна після трагічної загибелі Т'єрі у вертолітній катастрофі 14 січня 1986 року під час «Дакару 1986».
У 2004 році права на організацію ралі Дакар перейшли до фірми французького медіамагната Філіпа Аморі (фр. Philippe Amaury) — «A.S.O.» (Amoury Sport Organisation), яка донині є організатором цього престижного змагання не тільки між учасниками, а й з силами природи.
Традиційно старт ралі відбувався в Парижі, а фініш — у Дакарі. Але з 1995 року через спротив паризької міської влади старти ралі відбувалися також і в інших містах.

## Учасники й порядок старту
Змагання проходять у трьох групах:
- Мотоцикли (включаючи й квадроцикли).
- Автомобілі (як на базі серійних позашляховиків чи пікапів, так і спеціально підготовані для перегонів у пустелі автомобілі без прототипів типу «багі»).
- Вантажівки.

Старт учасників відбувається в такому порядку: першими стартують мотоцикли, потім — автомобілі, а за ними вантажівки. У кожній групі порядок старту визначається місцем, яке здобув учасник на попередньому етапі. Першими стартують переможці з інтервалом у дві хвилини, починаючи з другої десятки інтервал зменшується до одної хвилини.

## Навігація
З огляду на те, що автошлях в Африці зазвичай є поняттям умовним, кожен учасник забезпечується навігаційним пристроєм GPS, який допомагає йому визначати своє місцеположення. Напередодні кожного етапу учасники отримують легенду — орієнтовну схему руху з найважливішими орієнтирами і контрольними пунктами. Для ускладнення умов на деяких етапах організатори забороняють використання приладів супутникової навігації.

## Траса
Траса на «Дакарах» прокладається шляхами (не завжди автомобільними) загального користування без спеціальних заходів щодо обмеження руху місцевого транспорту. Етапи відбуваються щоденно. Дистанція кожного етапу (дорожні секції плюс швидкісна ділянка) — 700—900 км. Маршрути етапів пролягають через піски, бархани, дюни, ерги, покриття шляхів найрізноманітніше: від піску, каміння, солончаків до порослого верблюжою колючкою твердого кам'янистого ґрунту. О цій порі року (січень) в пустелях нерідко зриваються піскові бурі або падає дощ, що додає труднощів учасникам.
Траса кожного етапу складається зі швидкісної ділянки, та одної або двох дорожніх секцій.
Дорожня секція — це відрізок траси від місця відпочинку до місця старту або від фінішу до місця відпочинку чи старту наступного етапу.
Швидкісна ділянка — відрізок траси, на якому власне й змагаються учасники. На кожній швидкісній ділянці є від одного до трьох контрольних пунктів — спеціальних місць на трасі, в яких учасник має обов'язково отримати відмітку суддів. Зазвичай деякі контрольні пункти суміщені з пунктами дозаправки. Крім того на деяких етапах встановлюються секретні контрольні пункти, про розташування яких учасники не мають інформації. Секретні контрольні пункти забезпечують контроль за дотриманням маршруту.

## Маршрути «Дакару» по роках
| - 1979—1980: Париж (Франція) — Дакар - 1981—1988: Париж — Алжир — Дакар - 1989: Париж — Туніс — Дакар - 1990—1991: Париж — Триполі (Лівія) — Дакар - 1992: Париж — Кейптаун (ПАР) - 1993: Париж — Дакар - 1994: Париж — Дакар — Париж - 1995—1996: Гранада (Іспанія) — Дакар - 1997: Дакар — Агадес (Нігер) — Дакар - 1998: Париж — Гранада — Дакар - 1999: Гранада — Дакар - 2000: Дакар — Каїр (Єгипет) | - 2001: Париж — Дакар - 2002: Аррас (Франція) — Мадрид (Іспанія) — Дакар - 2003: Марсель (Франція) — Шарм-ель-Шейх (Єгипет) - 2004: Клермон-Ферран (Франція) — Дакар - 2005: Барселона (Іспанія) — Дакар - 2006—2007: Лісабон (Португалія) — Дакар - 2008: Не відбувся - 2009: Буенос-Айрес — Буенос-Айрес (Аргентина) - 2010: - 2011: - 2012: - 2013: - 2014: Росаріо (Аргентина) — Вальпараїсо (Чилі) - 2015: - 2016: Буенос-Айрес — Росаріо (Аргентина) - 2017: Асунсьйон (Парагвай) - Буенос-Айрес (Аргентина) |

## Українці на Дакарі
Найвищі досягнення українців у «Дакарах» випали на долю одесита Віктора Московських, який на автомобілі КамАЗ був четвертим у 1990 році і першим у 1996-му (виступаючи вже за Татарстан (Росія) у складі команди «КамАЗ-Мастер»).
У 30-му ювілейному ралі «Дакар 2008», що не відбувся, повинні були бути представлені українські учасники — команда Optima Leasing Ukraine у складі: пілот Вадим Нестерчук (Україна) та штурман Костянтин Мещеряков (Росія). Автомобіль «Mitsubishi» L200.
Крім того, планувалося, що в «Дакар-2008» візьме участь вітчизняний КрАЗ-5233ВЕ (команда Team KRAZ Ukraine) з екіпажем у складі: пілот — Сергій Малік (президент КМАМК, Київ), механік — Олександр Маслій, штурман — Сергій Суховський (редактор часопису «Автоцентр»). Це випробувальний старт — КрАЗ мав стартувати поза заліком (як автомобіль технічної підтримки).

## Переможці «Дакарів»
| Рік  | Автомобілі                           | Автомобілі              | Мотоцикли          | Мотоцикли          | Вантажівки          | Вантажівки     | Маршрут                               |
| Рік  | Пілот Штурман                        | Техніка                 | Пілот              | Техніка            | Пілот               | Техніка        | Маршрут                               |
| ---- | ------------------------------------ | ----------------------- | ------------------ | ------------------ | ------------------- | -------------- | ------------------------------------- |
| 2011 | Насер Аль Атіях Тімо Ґотшальк        | Volkswagen Touareg      | Марк Кома          | KTM 450 Rallye     | Володимир Чагін     | КАМАЗ          | Буенос-Айрес-Аріка-Буенос-Айрес       |
| 2010 | Карлос Сайнс Лукас Круз              | Volkswagen Touareg      | Сірил Деспре       | KTM 690 Rallye     | Володимир Чагін     | КАМАЗ          | Буенос-Айрес-Антофаґаста-Буенос-Айрес |
| 2009 | Жінель Де Вільєрс Дірк фон Зітцевіц  | Volkswagen Touareg      | Марк Кома          | KTM 690 Rallye     | Фірдаус Кабіров     | КАМАЗ          | Буенос-Айрес-Вальпараїсо-Буенос-Айрес |
| 2008 | Не відбулося                         | Не відбулося            | Не відбулося       | Не відбулося       | Не відбулося        | Не відбулося   | Не відбулося                          |
| 2007 | Стефан Петерансель Жан-Поль Котре    | Mitsubishi Pajero       | Сірил Деспре       | KTM 690 Rallye     | Ганс Стейсі         | MAN            | Лісабон-Дакар                         |
| 2006 | Люк Альфан Жіль Пікар                | Mitsubishi Pajero       | Марк Кома          | KTM LC4 660R       | Володимир Чагін     | КамАЗ          | Лісабон-Дакар                         |
| 2005 | Стефан Петерансель Жан-Поль Котре    | Mitsubishi Pajero       | Сірил Деспре       | KTM LC4 660R       | Фірдаус Кабіров     | КамАЗ          | Барселона-Дакар                       |
| 2004 | Стефан Петерансель Жан-Поль Котре    | Mitsubishi Pajero       | Хоан Нані Рома     | KTM LC4 660R       | Володимир Чагін     | КамАЗ          | Клермон-Ферран -Дакар                 |
| 2003 | Хіроші Масуока Андреас Шульц         | Mitsubishi Pajero       | Рішар Сайнкт       | KTM LC4 660R       | Володимир Чагін     | КамАЗ          | Марсель- Шарм-ель-Шейх                |
| 2002 | Хіроші Масуока Паскаль Мемон         | Mitsubishi Pajero       | Фабріціо Меоні     | KTM LC8 950R       | Володимир Чагін     | КамАЗ          | Аррас-Мадрид -Дакар                   |
| 2001 | Юта Кляйншмідт Андреас Шульц         | Mitsubishi Pajero       | Фабріціо Меоні     | KTM LC4 660R       | Карел Лопрайс       | Tatra          | Париж-Дакар                           |
| 2000 | Жан-Луї Шлесер Анрі Мань             | Schlesser-Renault Buggy | Рішар Сайнкт       | BMW F650RR         | Володимир Чагін     | КамАЗ          | Париж-Дакар -Каїр                     |
| 1999 | Жан-Луї Шлесер Філіп Моне            | Schlesser-Renault Buggy | Рішар Сайнкт       | BMW F650RR         | Карел Лопрайс       | Tatra          | Гранада-Дакар                         |
| 1998 | Жан-П'єр Фонтене Жіль Пікар          | Mitsubishi Pajero       | Стефан Петерансель | Yamaha YZE850T     | Карел Лопрайс       | Tatra          | Париж-Гранада -Дакар                  |
| 1997 | Кенджіро Шінозука Анрі Мань          | Mitsubishi Pajero       | Стефан Петерансель | Yamaha YZE850T     | Петер Райф          | Hino           | Дакар-Агадес -Дакар                   |
| 1996 | П'єр Ляртіґ Мішель Перен             | Citroën ZX              | Еді Оріолі         | Yamaha YZE850T     | Віктор Московських  | КамАЗ          | Гранада-Дакар                         |
| 1995 | П'єр Ляртіґ Мішель Перен             | Citroën ZX              | Стефан Петерансель | Yamaha YZE850T     | Карел Лопрайс       | Tatra          | Гранада-Дакар                         |
| 1994 | П'єр Ляртіґ Мішель Перен             | Citroën ZX              | Еді Оріолі         | Cagiva Elefant 900 | Карел Лопрайс       | Tatra          | Париж-Дакар -Париж                    |
| 1993 | Бруно Сабі Домінік Сер'є             | Mitsubishi Pajero       | Стефан Петерансель | Yamaha YZE850T     | Франческо Перліні   | Perlini        | Париж-Дакар                           |
| 1992 | Юбер Оріоль Філіп Моне               | Mitsubishi Pajero       | Стефан Петерансель | Yamaha YZE850T     | Франческо Перліні   | Perlini        | Париж-Сірте -Кейптаун                 |
| 1991 | Арі Ватанен Бруно Берґлунд           | Citroën ZX              | Стефан Петерансель | Yamaha YZE750T     | Жак Юсса            | Perlini        | Париж-Триполі -Дакар                  |
| 1990 | Арі Ватанен Бруно Берґлунд           | Peugeot 405 T16         | Еді Оріолі         | Cagiva Elefant 900 | Вілла               | Perlini        | Париж-Триполі -Дакар                  |
| 1989 | Арі Ватанен Бруно Берґлунд           | Peugeot 405 T16         | Жіль Лале          | Honda NXR800V      | Не відбулось        |                | Париж-Туніс -Дакар                    |
| 1988 | Юха Канкунен Юха Пііронен            | Peugeot 205 T16 GR      | Еді Оріолі         | Honda NXR800V      | Карел Лопрайс       | Tatra          | Париж-Алжир -Дакар                    |
| 1987 | Арі Ватанен Бернар Жіру              | Peugeot 205 T16 GR      | Сірил Нево         | Honda NXR750V      | Ян де Роой          | DAF            | Париж-Алжир -Дакар                    |
| 1986 | Рене Метж Домінік Лемуан             | Porsche 959             | Сірил Нево         | Honda NXR750V      | Джакомо Вісмара     | Mercedes- Benz | Париж-Алжир -Дакар                    |
| 1985 | Патрік Заніролі Жан Да Сільва        | Mitsubishi Pajero       | Ґастон Райє        | BMW GS980R         | Карл-Фрідрих Капіто | Mercedes- Benz | Париж-Алжир -Дакар                    |
| 1984 | Рене Метж Домінік Лемуан             | Porsche 911             | Ґастон Райє        | BMW GS980R         | П'єр Лайє           | Mercedes- Benz | Париж-Алжир -Дакар                    |
| 1983 | Жакі Ікс Клод Брассер                | Mercedes 280 G          | Юбер Оріоль        | BMW GS980R         | Жорж Ґруан          | Mercedes- Benz | Париж-Алжир -Дакар                    |
| 1982 | Клод Маррьо Бернар Маррьо            | Renault 20              | Сірил Нево         | Honda XR550        | Жорж Ґруан          | Mercedes- Benz | Париж-Алжир -Дакар                    |
| 1981 | Рене Метж Бернар Жіру                | Range Rover             | Юбер Оріоль        | BMW GS800R         | Адріан Вільєт       | ALM/ACMAT      | Париж-Дакар                           |
| 1980 | Фредді Коттулінскі Ґерд Льоффельманн | Volkswagen Iltis        | Сірил Нево         | Yamaha XT500       | Атауат              | Sonacome       | Париж-Дакар                           |
| 1979 | Ален Женєст'є Жозеф Тербіо           | Range Rover             | Сірил Нево         | Yamaha XT500       | Не було заліку      |                | Париж-Дакар                           |